# Saint-Agathon
Saint-Agathon é uma comuna francesa na região administrativa da Bretanha, no departamento de Côtes-d'Armor. Estende-se por uma área de 14,56 km². Em 2010 a comuna tinha 2 333 habitantes (densidade: 160,2 hab./km²).